# 2003 en France
Chronologie de la France
- 1999
- 2000
- 2001
- 2002
- 2003
- 2004
- 2005
- 2006
- 2007

Cette page présente les faits marquants de l'année 2003 en France.

## Événements
2003 est l’Année Rabelais célébrant le 450e anniversaire de la mort de François Rabelais.
L'année 2003 est en France celle de la réforme du système des retraites des fonctionnaires. La durée de cotisation passe de 37 ans et demi à 40 ans, s'alignant ainsi sur celle des travailleurs du secteur privé. Les enseignants font grève pendant plusieurs mois pour s'opposer à cette réforme. La grève du printemps 2003 s'étend partiellement à la poste et aux transports publics mais le gouvernement de Jean-Pierre Raffarin maintient son projet et la réforme est entérinée.
Mais l'événement de l'année reste la très meurtrière et exceptionnelle vague caniculaire de la fin du mois d'août, qui engendre plus de 26 000 morts en Europe, dont 15 000 en France. C'est la seconde plus grave catastrophe naturelle de l'histoire du pays, précédent l'éruption de la Montagne Pelée en mai 1902, qui avait fait plus de 28 000 morts. Autre évènement qui a marqué l'année, du côté météorologique, ce sont les inondations exceptionnelles qui ont frappé le Sud du pays en fin d'automne, avec des crues historiques enregistrées sur le Rhône et plusieurs de ces affluents, ainsi que la Loire notamment dans le Loiret.

## Chronologie
- Installation du premier radar automatique en France.

### Janvier
- 2-3 janvier : le château de Lunéville est détruit par un incendie.
- 4 janvier : une soudaine tempête de neige perturbe le retour des vacances en créant de nombreuses difficultés sur les routes.
- 8 janvier : le ministre des Affaires étrangères Dominique de Villepin demande à l’administration Bush de fournir les preuves de l’existence des armes de destruction massives en Irak au Conseil de sécurité des Nations unies.
- 9 janvier : disparition d'Estelle Mouzin. L’affaire suscite une vive émotion à travers le pays et une importante couverture médiatique.
- 17 janvier : 
  - Annonce de la fermeture de l'usine Metaleurop de Noyelles-Godault (Pas-de-Calais).
  - Inauguration du tunnel du Somport entre la France et l’Espagne.
- 22 janvier : à l’occasion du 40e anniversaire du Traité de l'Élysée, le Président Jacques Chirac et le chancelier d’Allemagne Schröder s’opposent à une guerre préventive des États-Unis contre l’Irak. L'attitude française sera sévèrement critiquée par le gouvernement américain.
- 22 au 24 janvier : signature des accords de Marcoussis pour la Côte d’Ivoire.

### Février
- 1er février : début de « La marche des femmes des quartiers contre les ghettos et pour l’égalité » organisée par Ni putes, ni soumises.
- 24 février : suicide du grand chef cuisinier et restaurateur Bernard Loiseau à Saulieu.

### Mars
- 3 mars : Paris annonce à la Commission européenne que le déficit du budget de la France dépasse 3 % (3,04 % du P.I.B.).
- 7 mars : le ministre des Affaires étrangères Dominique de Villepin prononce un important discours à la tribune de l’ONU contre la guerre en Irak.
- 8 mars : fin de La marche des femmes des quartiers contre les ghettos et pour l’égalité ; près de 20 000 personnes manifestent dans les rues de Paris leur soutien à la révolte des femmes victimes de la violence machiste.
- 12 mars : évasion spectaculaire du gangster Antonio Ferrara, dit Nino, de la prison de Fresnes
- 18 mars : 
  - entrée en vigueur de la loi sur la sécurité intérieure du ministre de l’Intérieur Nicolas Sarkozy, pénalisant « le racolage passif » et la « mendicité agressive »;
  - grèves et manifestations du personnel de l'éducation nationale, contre la suppression des MI/SE (pions), contre le licenciement des Aides-éducateurs, contre la décentralisation. Point de départ du mouvement de grève d'avril-juin pour la défense de l'éducation et des retraites.
- 24 mars : le Président Jacques Chirac présente son Plan Cancer.
- 28 mars : promulgation par Jacques Chirac des révisions constitutionnelles portant sur la décentralisation et le mandat d'arrêt européen.

### Avril
- Avril : grèves des enseignants contre la réforme du régime des retraites (jusqu'au mois de juillet)
- Du 6 au 13 avril : élections au Conseil français du culte musulman.

### Mai
- 15 mai : désaccord syndical en France à propos de la réforme des retraites : alors que la CFDT et la CGC donnent leur accord aux dernières propositions du gouvernement, la CGT, FO, la FSU et l'UNSA réaffirment leur opposition à ce projet. Tout le mois de mai et tout le mois de juin, des grandes vagues de manifestations et de grèves sont à noter dans le pays.
- 20 mai : Toyota annonce la création de 500 emplois à Valenciennes. Contre toute attente, une étude de Toyota montre que l'usine de Valenciennes est la plus productive du groupe, sans être implantée dans des pays à faibles coûts de main d'œuvre.
- 25 mai : lancement de la première journée internationale des enfants disparus.
- 30 mai : dernier vol du Concorde d’Air France entre Paris et New York.
- 31 mai : une éclipse annulaire de soleil était visible dans le quart nord-est de l'hexagone jusqu'à une ligne La Rochelle-Béziers au sud-ouest. Il fallait se réveiller avant cinq heures du matin pour pouvoir l'observer.
- 31 mai : derniers vols commerciaux de l'avion supersonique Concorde aux couleurs d'Air France.

### Juin
- 3 juin : Indochine est le premier groupe français à remplir le Palais omnisports de Paris-Bercy avec 17 000 spectateurs.
- 26 juin : protocole d'accord engageant une réforme du régime d'assurance chômage des intermittents du spectacle.
- 27 juin : dernier vol de l'avion supersonique Concorde aux couleurs d'Air France entre Paris et Toulouse.

### Juillet
- 3 juillet : Création de la Commission Stasi par le président Jacques Chirac. Composée de 20 membres, elle est chargée de réfléchir sur le principe de la laïcité à la française.
- 4 juillet : 
  - résultats du Baccalauréat, malgré les grèves des enseignants contre la réforme du régime des retraites (qui ne se termine qu'en juillet);
  - arrestation d’Yvan Colonna, soupçonné de l’assassinat du préfet Claude Érignac.
- 7 juillet : décès d'Isabelle d'Orléans et Bragance, « comtesse de Paris », épouse du prétendant orléaniste à la couronne de France et écrivain, 92 ans.
- 18 juillet : un gigantesque incendie ayant démarré la veille, détruit 10 000 hectares de pinède et de garrigue dans le massif des Maures.
- 24 juillet : adoption de la loi François Fillon sur les retraites. Le Parlement adopte définitivement le projet de loi sur les retraites des fonctionnaires, désormais alignées sur le secteur privé (40 ans de cotisations et non 37,5), malgré la forte mobilisation sociale.

### Août
- août : canicule européenne de 2003
- 1er août : meurtre de l'actrice Marie Trintignant à Neuilly par son compagnon Bertrand Cantat, chanteur du groupe de rock Noir Désir.
  - Loi française sur le mécénat, créant un crédit d'impôt pour les dons et créant le statut d'"utilité publique" pour permettre à tout association bénéficiant de ce statut de recevoir des subventions publiques.
- 8 au 10 août : Larzac 2003, rassemblement altermondialiste de 300 000 personnes sur le plateau du Larzac.
- 28 août : organisation du premier flash mob en France, dans le musée du Louvre.

### Septembre
- 22 septembre : épisode pluvio-orageux intense sur la basse-vallée du Rhône, avec un cumul de pluie 24h record sur la ville d'Arles et pour le département des Bouches-du-Rhône, à 265 mm de pluies. 10 ans, jour pour jour, après l'épisode méditerranéen qui engendra le précédent record pluviométrique du département, sur Aix-en-Provence, à 250 mm/24h; et 11 ans après la catastrophe de Vaison-la-Romaine (Vaucluse).

### Octobre
- 20 octobre : hausse de 17,5 % du prix du tabac en France. Premières grèves des buralistes.

### Novembre
- 5 novembre : l'université de Rennes II vote la grève pour le retrait de la réforme LMD-ECTS.C'est le début d'une mobilisation qui donnera lieu à un grand nombre de manifestations entre début février et fin mai 2004.
- 15 novembre : seize morts et vingt-neuf blessés lors d'un accident survenu sur le paquebot Queen Mary 2 au port de Saint-Nazaire (Loire-Atlantique) pendant une visite d'employés et de leur famille.
- 19 novembre : à la suite de plusieurs profonds désaccords, le Syndicat national unifié des personnels des forêts et de l'espace naturel (SNUPFEN) se désaffilie de la CFDT et rejoint l'Union syndicale Solidaires.
- 27 novembre : 30 000 étudiants manifestent en France pour le retrait de la réforme LMD-ECTS.

### Décembre
- 1er au 4 décembre : fortes pluies dans le sud de la France, crues du Rhône et de la Loire et de leurs affluents cévenols. L'épisode pluvio-orageux qui a concerné le Sud-Est du pays, fait suite à plus de trois mois d'excédent pluviométrique record sur l'ensemble du sud de la France.
Une des villes les plus touchées : Arles (Bouches-du-Rhône) où des quartiers entiers passeront jusqu'à dix jours sous un mètre d'eau, concernant plus de 8 000 personnes. Cette inondation fera suite à une rupture d'un trémis de la voie SNCF, entre Arles et Tarascon, sur le territoire de la commune de Tarascon, lorsque le Rhône atteindra dans la nuit du 3 au 4 décembre, un débit de 13 000 m3/s à Beaucaire, sur les alentours de 1 h du matin (heure française).
Cette crue est la plus importante de l'histoire du fleuve, détrônant au passage celle de mai 1856, qui s'établissait à 12 500 m3/s.
- 11 décembre : Conclusion de la Commission Stasi, qui réaffirme le principe d'une laïcité forte mais juste et adaptée au monde d'aujourd'hui.
  - Début de l'affaire AZF, groupe armé français à caractère terroriste.
- 31 décembre : Loi fiscale augmentant les impôts de 8 milliards d'euros. L'aggravation du déficit oblige le président Chirac à revenir sur sa promesse de baisse d'impôts.

## Thématique
Données annuelles 2003.

## Économie
- 8,5 % de chômeurs, Le PIB croit de 0,9 %.

### Transports
- Le permis de conduire a été retiré à 21 000 automobilistes, désormais interdits de conduire.

## Culture

### Cinéma

#### Films français sortis en 2003
- x

#### Autres films sortis en France en 2003
- 1er janvier : Respiro, film italien d'Emanuele Crialese.

#### Prix et récompenses
- César du meilleur film : Le Pianiste, de Roman Polanski
- Prix Jean-Vigo : Toutes ces belles promesses, de Jean-Paul Civeyrac

## Décès en 2003
- 11 janvier : Maurice Pialat, 77 ans, réalisateur. (° 21 août 1925).
- 19 janvier : Françoise Giroud, 86 ans, journaliste, écrivain et femme politique. (° 21 septembre 1916).
- 11 février : Daniel Toscan du Plantier, 61 ans, producteur de cinéma. (° 7 avril 1941).
- 24 février : Bernard Loiseau, 52 ans, chef cuisinier et restaurateur. (° 13 janvier 1951).
- 18 avril : Jean Drucker
- 13 juin : Marc de Georgi, 72 ans, acteur français de doublage
- 1er août : Marie Trintignant
- 8 août : Alice Saunier-Seité, universitaire et femme politique française.
- 10 août : Jacques Deray
- 27 août : Pierre Poujade